# Lourinhã (freguesia)
Pour les articles homonymes, voir Lourinhã (homonymie).
Lourinhã est une paroisse civile portugaise, située dans le district de Lisbonne et la région Centre, à environ 70 km de Lisbonne et à environ 90 km de Leiria. Elle fait partie de la municipalité du même nom et en est également le chef-lieu.
La paroisse est connue pour ses recherches et ses découvertes de fossiles et squelettes de dinosaures, le musée de Lourinhã présente une partie des recherches, ce qui lui a valu son surnom de Capitale des dinosaures.
Lourinhã est composée de plusieurs localités : Abelheira, Areia Branca, Capelas, Casal Frade, Casal Lourim, Casal da Murta, Casal Novo, Casal Santo, Casal Valadares, Casal Vale Medo, Matas, Nadrupe, Praia da Areia Branca, Seixal, Serra do Calvo, Sobral, Toxofal de Baixo, Toxofal de Cima, Vale Viga et Zambujeira.
Toute la bordure ouest de Lourinhã est baignée par l'océan Atlantique et donc composée de plages. La paroisse possède de nombreux patrimoines religieux et civils.

## Géographie

### Localisation
La paroisse civile de Lourinhã est située dans la région Centre, au nord-ouest de Lisbonne ainsi qu'à l'extrémité nord-ouest du district de Lisbonne. Lourinhã est située à 68 kilomètres au nord de Lisbonne et à 90,6 kilomètres au sud-ouest de Leiria.
La paroisse civile de São Bartolomeu dos Galegos possède un belvédère qui permet d'avoir une grande vue sur Lourinhã.
La paroisse est bordée, au nord, par un autre district, le district de Leiria, avec la paroisse de Atouguia da Baleia. Lourinhã est aussi bordée par les paroisses civiles de Moita dos Ferreiros, São Bartolomeu dos Galegos, Miragaia, Marteleira, Santa Bárbara et par celle de Atalaia.
| Atouguia da Baleia Océan Atlantique | Atouguia da Baleia    | São Bartolomeu dos Galegos        |
| Océan Atlantique                    | Lourinhã              | Miragaia Moita dos Ferreiros      |
| Atalaia Océan Atlantique            | Santa Bárbara Atalaia | Miragaia Santa Bárbara Marteleira |

## Histoire
Lourinhã possède de nombreuses traces de l’époque du Jurassique supérieur. Les fouilles ont permis de trouvés des fossiles de dinosaures, des œufs ainsi que des squelettes entiers de dinosaures. C'est ce qui lui a valu d'avoir le surnom de capitale des dinosaures.
Après l'extinction des dinosaures, le territoire de la paroisse était un emplacement privilégié en bordure de l'océan, traversé par une rivière, possédant des forêts ainsi que des terrains fertiles. Plusieurs traces humaines ont été trouvées, de la période du Paléolithique (principalement sur la côte), du Mésolithique, du Néolithique (dans les grottes de São Bartolomeu ou encore à Ribamar) et de la période du Chalcolithique (à Paimogo). C'est dans l'année 220 avant Jésus-Christ, que les Romains arrivent. Selon certains historiens, le toponyme de Lourinhã, vient à l'origine de la ville romaine Laurinianum qui existait à proximité. Pour d'autres, le nom de Lourinhã dérive du mot latin Laurius - laurii, qui signifie laurier, région où il poussait en abondance.
Puis les tribus germaniques envahirent la péninsule Ibérique (Suèves et les Wisigoths), puis, en 711, l'invasion des Maures. À la suite de l'aide fournie pour la reconquête de Lisbonne aux Maures en 1147, le roi Alphonse Ier donne au Français D. Jordan le territoire de Lourinhã. La charte a été donnée par le roi vers 1160. La charte est reconfirmée plus tard par le roi Alphonse II en 1218 puis à nouveau en 1251, par le roi Alphonse III. Ensuite avec la réforme des chartes, demandée par le roi Manuel Ier, Lourinhã reçoit une nouvelle charte en juin 1512.

## Héraldique
| Armes de Lourinhã | Les armes de Lourinhã se blasonnent ainsi : (pt) Escudo de vermelho, dois ramos de loureiro de prata, frutados de ouro, com os pés passados em aspa, entre uma vieira em chefe e duas flores de lis nos flancos, tudo de ouro e campanha ondada de prata e verde de cinco tiras. Coroa mural de prata de três torres. Listel branco, com a legenda a negro: FREGUESIA DE LOURINHÃ. |

Le blason possède plusieurs significations :
- les deux branches de laurier symbolisent les deux communautés au moment de la fondation de la paroisse. Le laurier était très abondant dans la région, ils étaient déjà représentés sur les anciennes armoiries de la paroisse ;
- la coquille Saint-Jacques symbolise les pèlerins de Saint-Jacques-de-Compostelle et sa représentation est l'évocation de ceux qui transitent par la paroisse, y compris l'église du château ;
- les fleurs de lys évoquent le Français D. Jordan, premier donataire de la paroisse ;
- les vagues représentent la mer, qui a été un de ses facteurs de développement.

L'association des archéologues portugais a approuvé les éléments du blason le 28 juin 2002, ils ont été enregistrés par la direction générale des municipalités, n.º 183/2003, le 3 juin 2002, et ont été publiés officiellement dans le Diário da República, n.º 25, III Série, le 30 janvier 2003.